# Karosa-700
Karosa 700 — серія великих автобусів чеської компанії Karosa.

## Історія модельного ряду
У 1981 році чехословацька фірма Кароса почала виробництво нового 730-го модельного ряду автобусів. Ці машини прийшли на зміну застарілим моделям 11-ї серії, розробленої ще в кінці 60-х років. Від попереднього модельного ряду автобуси Karosa семисотої серії істотно відрізнялися зовні, при цьому основні агрегати залишилися практично тими ж і були лише неістотно модернізовані.
Почавши виробництво з двох міських, приміської та міжміської моделей, Karosa надалі розширила цей модельний ряд, зокрема, у другій половині 1980-х з'явилися зчленовані автобуси семисотої серії. З 1989 року на всі моделі 700-ї серії стали встановлювати прямокутні передні фари замість круглих. У 1991 році репродуктори в салоні також був замінені прямокутними, а в 1992 році була змінена система освітлення салону.
Криза початку 90-х років негативно позначився на діяльності підприємства. Кількість випущених автобусів знизилася з 3400 до 1000 на рік, до того ж в умовах ринкової економіки знайти покупців автобусів застарілого на той час модельного ряду було важко. На початку 90-х років були розроблені кілька варіантів модернізації семисоті серії, зокрема, міський автобус Karosa-B732 «LegoBus» з алюмінієвим кузовом і Кароса-LC736 з похилою передньою торцевою частиною, але справа обмежилася лише дослідними екземплярах. У 1995 році завод почав випускати автобуси 800-го і 900-го модельного ряду. При цьому автобуси восьмисотої серії фактично являли собою попередні моделі 700-го модельного ряду, адаптовані для експлуатації у складних кліматичних умовах через те, що замовниками цих машин переважно були російські міста Сургут, Омськ, Тюмень, Нижньокамськ і деякі інші. В кінці 90-х років великовузлове складання автобусів Karosa 800-ї серії проводили в місті Зеленодольськ (республіка Татарстан).
Слід зазначити, що поставки автобусів Karosa 700-го модельного ряду в СРСР практично не проводилися — до початку 90-х років автобус виготовлявся виключно для внутрішнього ринку. У 1990 році партія з 200 машин Кароса-B731 була виготовлена для столиці Лівану — Бейрута. А на початку 90-х років автобуси почали потрапляти до країн колишнього Союзу. Це були як б/в автобуси з Чехії та Словаччини, так і нові автобуси Кароса, які деякі автотранспортні підприємства почали замовляти через їх відносно невисоку вартість. Саме завдяки наявності попиту на автобуси дешевої комплектації в Росії і Литві, автобуси 700-го і 800-го модельних рядів протрималися на конвеєрі до 1999 року. Після входження заводу до складу холдингу IRISBUS їх виробництво було припинено.
На базі приміської зчленованої моделі Кароса-C744 за спецзамовленням однієї з чеських турфірм в 1992 році був створений унікальний автобус-готель. У цієї машини дах піднятий на 40 сантиметрів у передній частині і на 60 сантиметрів — у причепі. У передній частині автобуса розташовані звичайні крісла, а в задній — спальний відсік із трьома рядами полиць. У передній частині, перед вузлом зчленування, містяться кухня, туалет і холодильник. Помінявши кількох власників, автобус потрапив до України, де деякий час працював на маршруті Київ—Миколаїв.

## Технічний опис
Автобуси Karosa семисотої серії мають тримальний кузов прямокутної форми. Кузов складається із суцільнозварної рами, двох боковин, переднього і заднього торця і даху. Рама і кузовні панелі зроблені із закритого сталевого профілю. Торцеві кузовні панелі обшиті листовою сталлю, бічні панелі — суцільнотягнені. Рама і кузовні панелі скріплюються разом за допомогою звичайних болтів. Дана конструкція кузова унікальна і характерна тільки для чеських автобусів Karosa. Заявлений термін експлуатації подібного кузова тримальної конструкції становив всього шість років, проте завдяки якісній зборці багато автобусів Karosa працюють по 15—20 років і більше.
Серед основних технічних нововведень, застосованих на автобусах нового модельного ряду, стала задньомоторна компоновка. На машинах 1981—1986 років випуску (модифікації 73х.00, 73х.04) встановлювався шестициліндровий однорядний дизельний двигун ЛІАЗ ML635. З 1986 року він був оснащений турбонаддувом (модифікації 73х.20). З 1989 року автобуси Karosa семисотої серії почали оснащуватися двигуном ЛІАЗ ML636 із турбонаддувом (модифікації 73х.40). Відмінною особливістю цього мотора є можливість його прогріву за рахунок автономного обігрівача, який також обігріває пасажирський салон і підігріває дизельне паливо. З 1994 року на приміські та міжміські моделі почав встановлюватися модифікований двигун ЛІАЗ ML636, який відповідає нормативам Євро-2. Також на деякі машини встановлювався французький дизельний двигун Renault Міхр 062045A/3.
Міські моделі Кароса-B731 і B741-Кароса оснащувалися автоматичною коробкою перемикання передач Praga-2M70, що дозволяла розвивати максимальну швидкість 70 км/год. З 1991 року замість неї почала встановлюватися КПП Voith D864.3. На інших моделях використовувалася п'ятиступінчаста механічна синхронізована КПП Praga-5Р80, на початку 1990-х замінена німецької ZF 6S.1600.
Передня вісь автобусів Karosa семисотої серії запозичена у чеських вантажних автомобілів ЛІАЗ. Передні колеса мають незалежну підвіску, а рульове управління обладнане гідропідсилювачем чеської фірми Technometra. До 1987 року автобуси обладнувалися задніми мостами Раба, з 1987 року — Детва. Автобус оснащений пневмопідвіскою з телескопічними амортизаторами. Гальмівна система складається з основного робочого, стоянкового й моторного гальм. Гальмівні механізми — барабанного типу, двоконтурні, із пневмоприводом.
Салон автобуса обшитий пластиком, має тепло- та звукоізоляцію. Автоматичні двері — зсувного типу. Освітлення салону — люмінесцентне, опалення здійснюється за рахунок охолоджуючої рідини двигуна, за допомогою теплопроводів, які проходять під підлогою по всій довжині салону. Також є автономний обігрівач, за допомогою якого можна прогріти салон без запуску двигуна. Вентиляція салону здійснюється через зсувні кватирки і люки на даху.

## Моделі

### Позначення моделей
Індекс моделей 700-го модельного ряду складається з однієї або двох букв і наступних за ними трьох цифр. Буквена частина індексу позначала тип моделі (B — міський автобус, С — приміський та міжміський, LC — міжміський для дальніх дистанцій і туристичний). Перша цифра індексу, «7», позначала номенклатуру виробу (автобус, пізніше, із скасуванням чехословацьких нормативів, для подальших модельних рядів були обрані цифри «8» і «9»). Друга цифра означала довжину шасі: 1 — 7 м, 2 — 9 м, 3 — 11 м, 4 — 17 м (зчленований), 5 — 12 м. Остання цифра позначала тип КПП для міських і приміських машин (1 і 3 — автоматична, 2 і 4 — механічна) і ступінь комфортабельності для міжміських (від 5 до 7).

### Karosa-B731 і B732

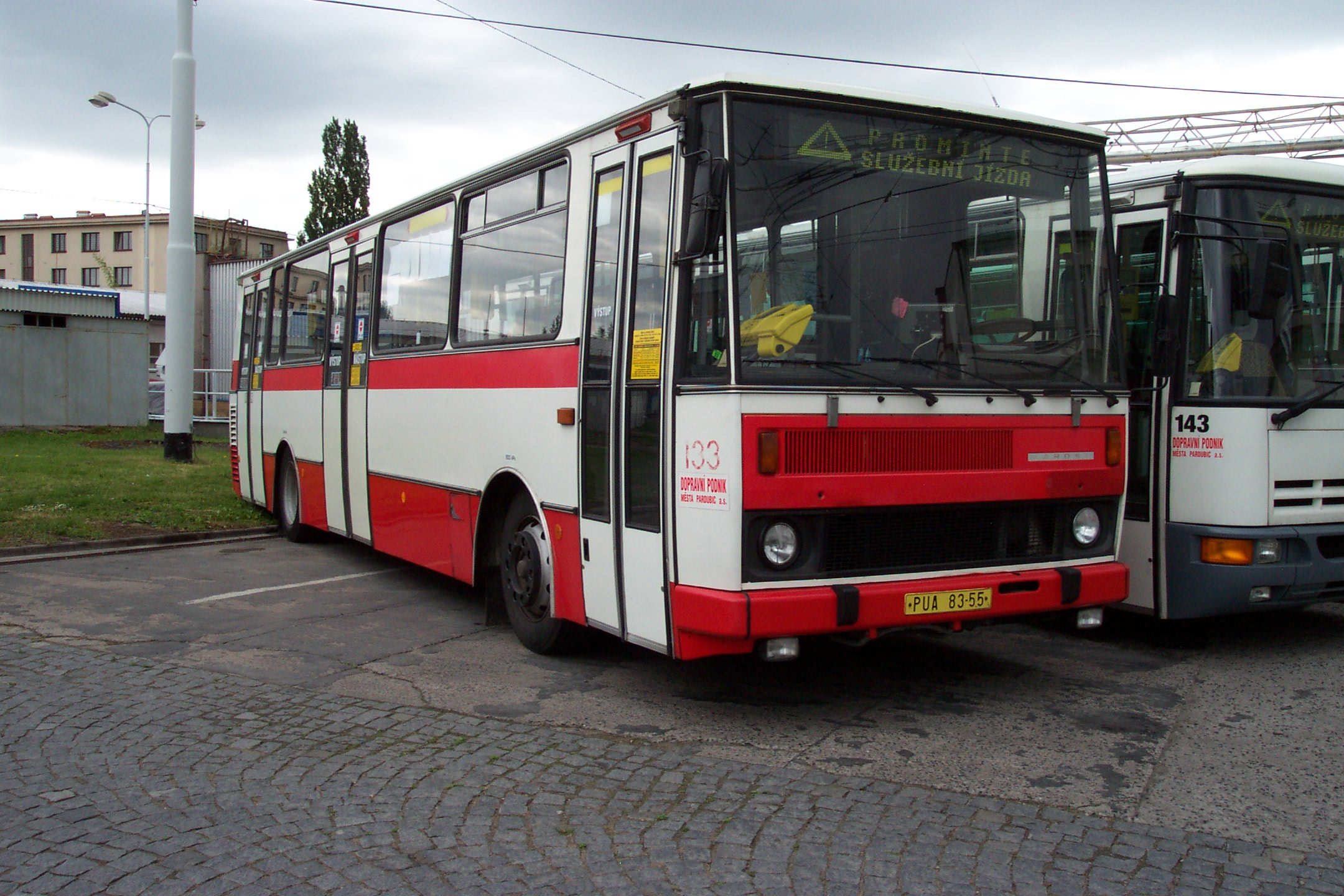
Karosa B731

Міські моделі 700-ї серії мають троє дверей — передні шириною 800 мм, задні і середні — завширшки 1300 мм. До 1987 року на цих машинах встановлювався задній міст Раба-018, 37 із головним передавальним числом 5,65, пізніше — Детва. З 1984 року кабіна водія стала відокремляться від салону повною перегородкою. Автобуси 1984–1986 років випуску мали індекс модифікації В731.04 і В732.04 відповідно, на відміну від більш ранніх машин В731.00 і В732.00, не мали перегородки кабіни водія.
Дві зазначені моделі відрізняються один від одного типом встановленого КПП. Автобуси Karosa-B731 оснащувалися автоматичною коробкою передач, у той час як Karosa-B732 — механічною. Слід зазначити, що автобуси Karosa-B732 більш поширені, ніж Кароса-B731. Крім того, при проходженні капітального ремонту на автобуси Karosa-B731 зазвичай встановлювалася механічна коробка передач.
Останні автобуси Karosa-B732, що випускалися в кінці 90-х років, мали індекс В732Е. Вони були обладнані двигуном ЛІАЗ ML636 Євро-2 і мали передню маску ідентичну автобусам 900-го модельного ряду.

### Karosa-C734 і С735

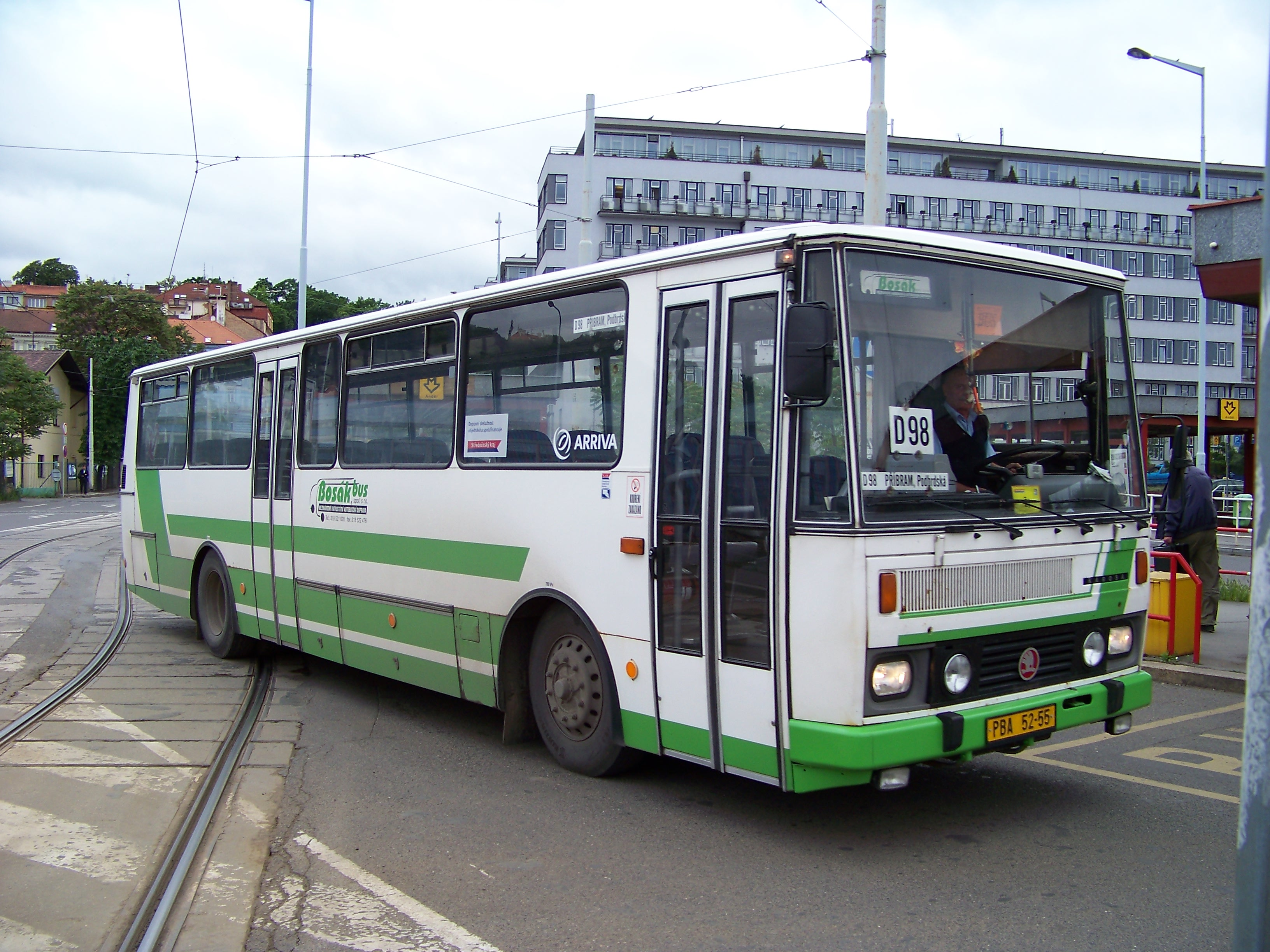
Karosa C734

Приміські автобуси Karosa відрізняються від міських чотирирядним компонуванням сидінь і відсутністю накопичувальних майданчиків у салоні. Також у цих автобусів лише двоє дверей — передні, шириною 800 мм і середні, шириною 830 мм. До 1987 року на приміських автобусах встановлювався задній міст Раба-018, 40 із головним передавальним числом 5,65, пізніше — Детва. Слід зазначити, що в модельному ряду автобусів Karosa семисотий серії спочатку планувався випуск приміської моделі С733 з автоматичною КПП, проте через відсутність попиту на подібну модель вона ніколи не проводилася.
Автобуси Karosa-C735 випускалися в першій половині 90-х років. Вони відрізняються від 734-ї моделі збільшеними багажними відсіками в міжпідлоговому просторі і, відповідно, наявністю «подіуму» під сидіннями в пасажирському салоні.

### Karosa-LC735, LC736 і LC737

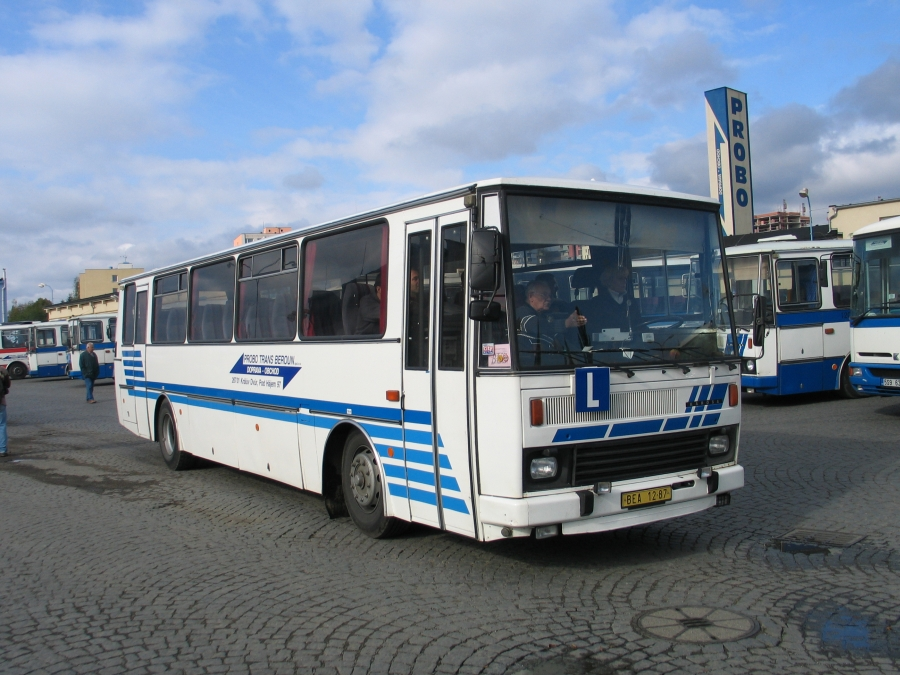
Karosa LC736

Міжміські автобуси Кароса семисотої серії мають двоє дверей — передні автоматичні двостулкові і задні ручні аварійного виходу. У цих автобусів рівень підлоги під сидіннями піднято по всій довжині машини, за рахунок чого в підпідлоговому просторі створені місткі багажники. До 1987 року на цих машинах встановлювався задній міст Раба — 018,41 з головним передавальним числом 4,40, пізніше — Детва. З 1991 року міжміські автобуси Karosa почали оснащуватися автоматичним обмежувачем швидкості 110 км/год і ABS.
Автобуси Karosa-LC735 і Кароса-LC736 відрізняються лише системою вентиляції. У першій із цих моделей вентиляція здійснюється через люки над пасажирськими сидіннями при цьому розташовані звичайні сіточки для багажу. У моделі LC736, яка почала випускатися з 1985 року, є система примусової вентиляції, вмонтована в багажні полиці над пасажирськими сидіннями і, відповідно, два повітрозабірника на даху в задній частині автобуса.
Karosa-LC737 — автобус підвищеної комфортабельності, виробництво якого почалося з 1992 року. Від попередніх міжміських моделей відрізняється вклеєним склом, наявністю кондиціонера і зміненим дизайном лобової частини.

### Karosa-B741 і С744

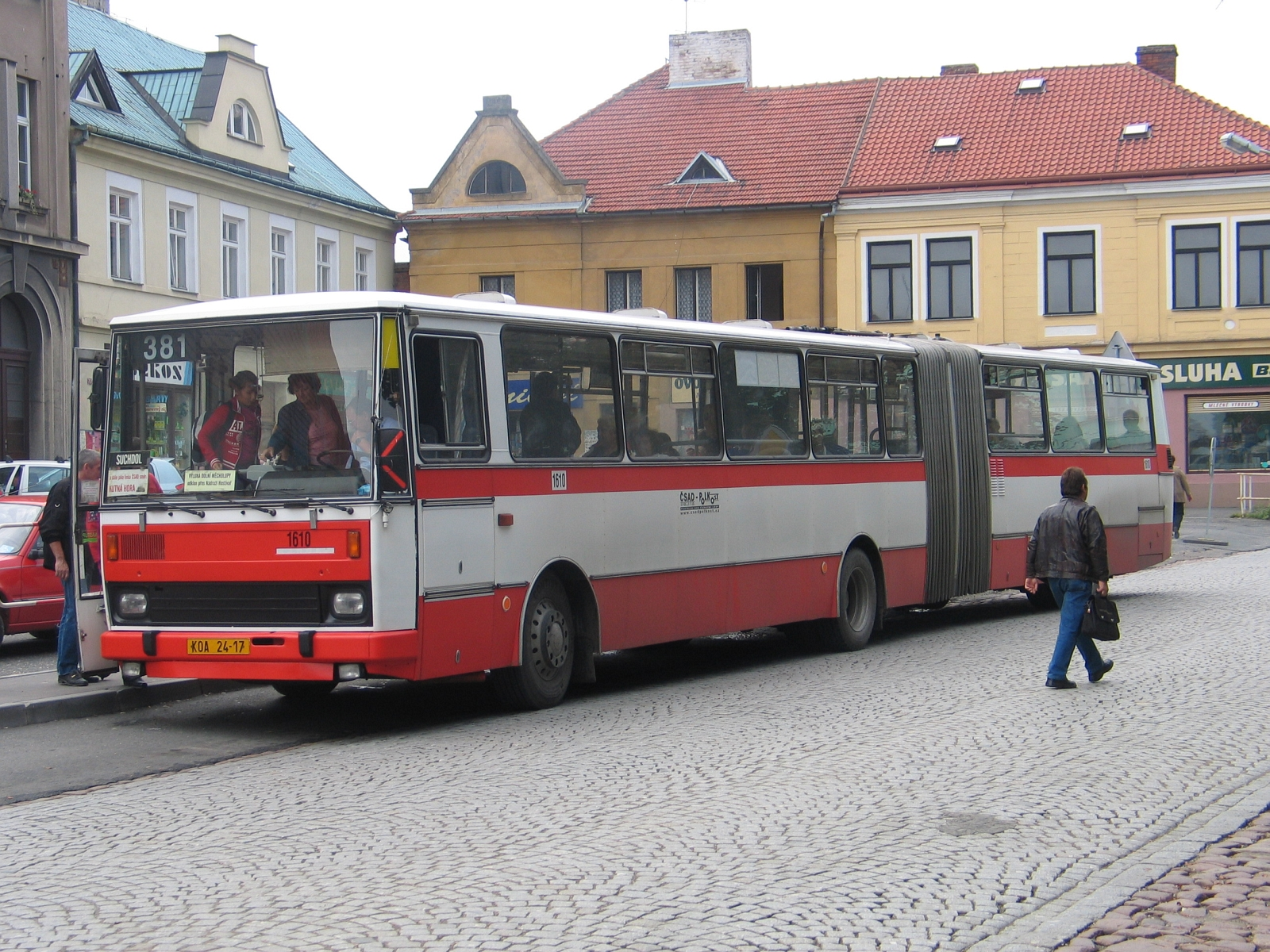
Karosa B741

Зчленовані автобуси Karosa були розроблені в кінці 80-х років на базі відповідних одиночних моделей, зокрема, Кароса-В741 є копією версії автобуса Karosa-B731, а Кароса-С744 — копією версії 734-ї моделі. При цьому приміська модель з'явилася трохи раніше за міську, у 1987 році.
Двигун у зчленованих машин Кароса семисотої серії розташований у задньому звисі причепа, задній міст — ведучий. На автобусах спочатку встановлювався дизельний двигун ЛІАЗ ML637, що мав більшу потужність, ніж ЛІАЗ ML636, що застосовувався на одиночних машинах. У 1990-ті роки автобуси Karosa-B741 і С744 почали комплектуватися німецькими дизелями MAN і французькими Renault.